# Eupithecia succenturiata
Eupithecia succenturiata là một loài bướm đêm thuộc họ Geometridae. It is found khắp miền Cổ bắc và Cận Đông.
Chúng có cánh trước hơi trắng với rìa xám đậm, sải cánh từ 21–14 mm. The species flies at night từ đầu tháng 6 đến cuối tháng 8 và is attracted to light.
Ấu trùng ăn Angelica, bilberry, tansy và yarrow. Chúng qua mùa đông dưới dạng nhộng.

## Hình ảnh

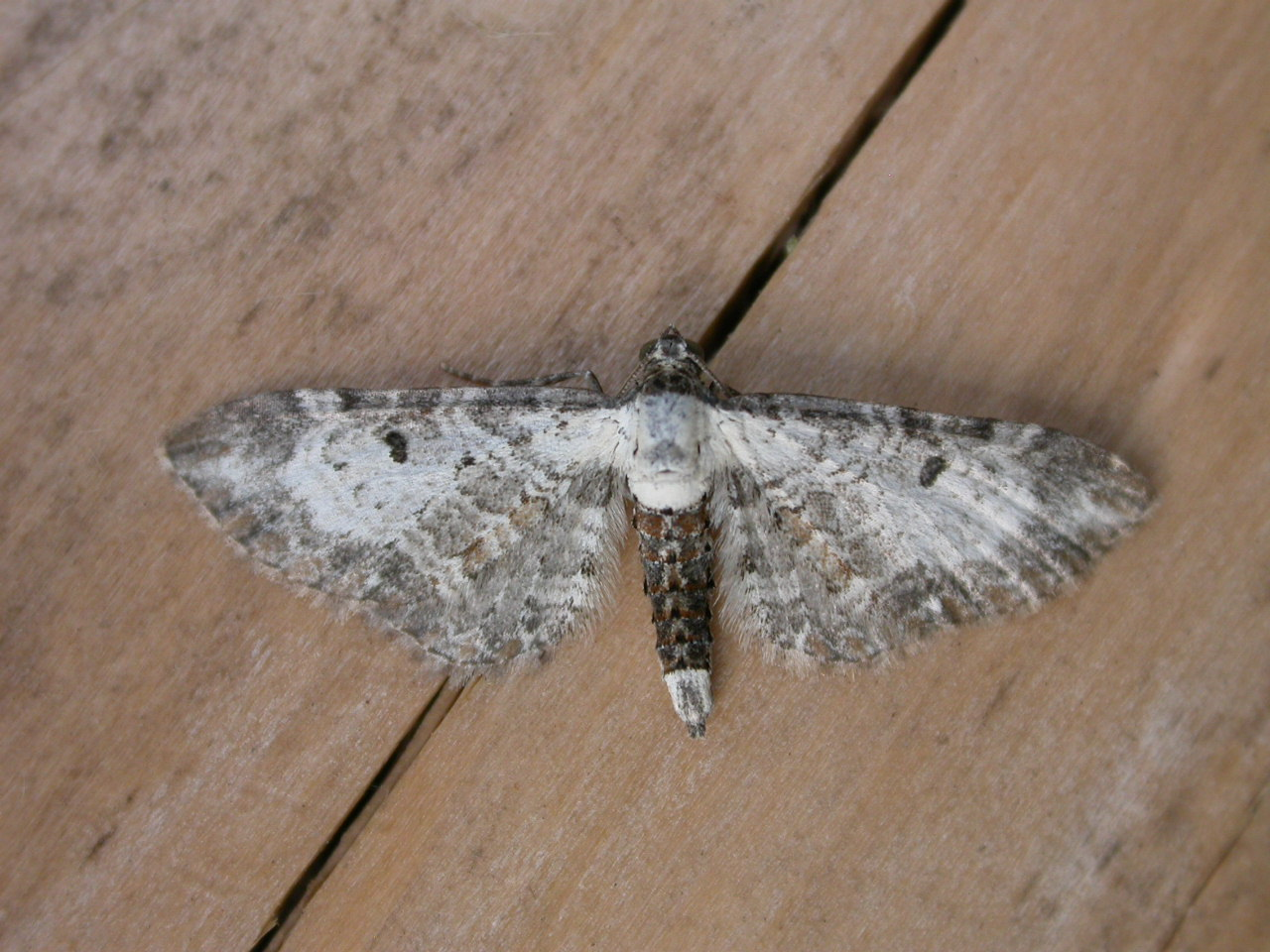
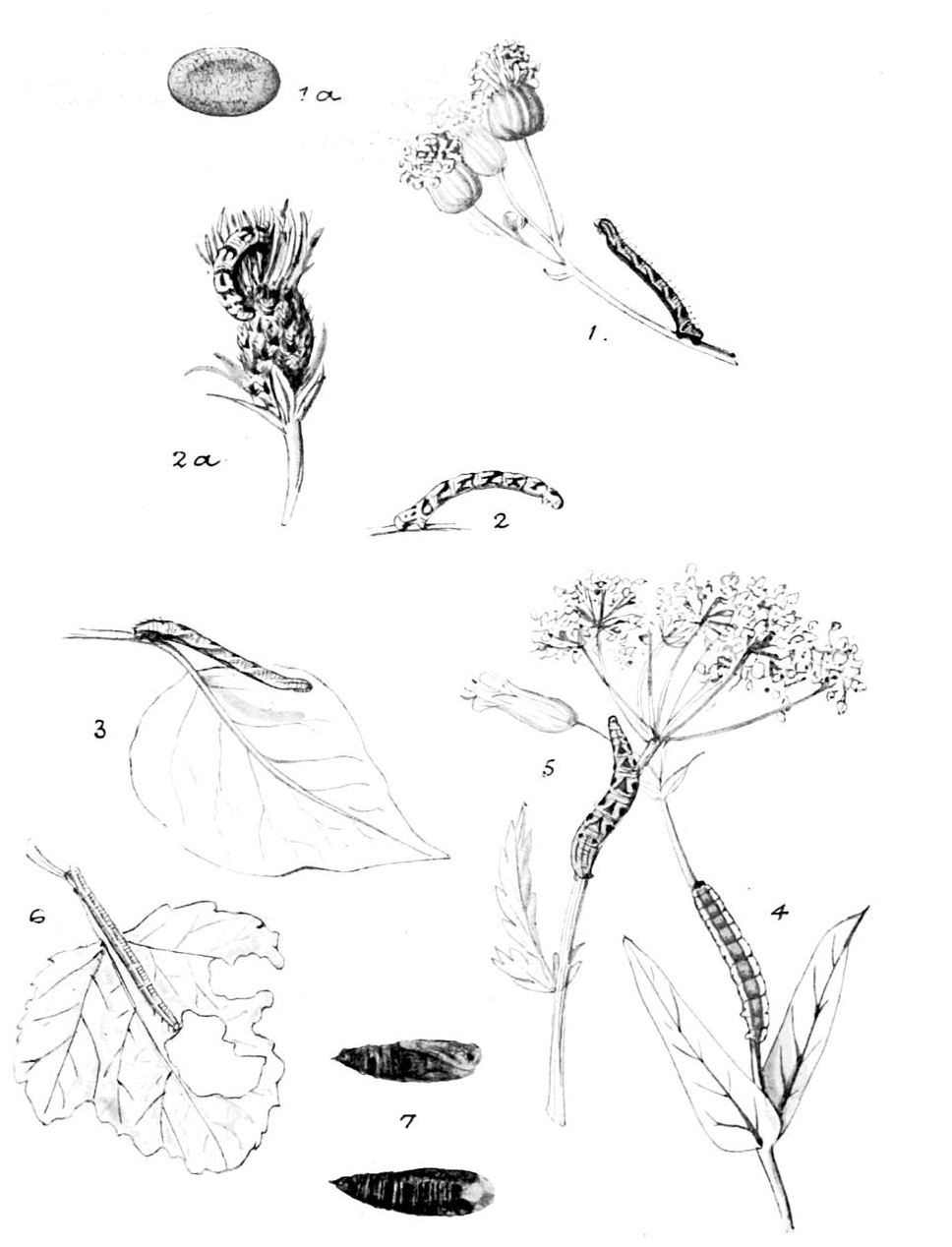
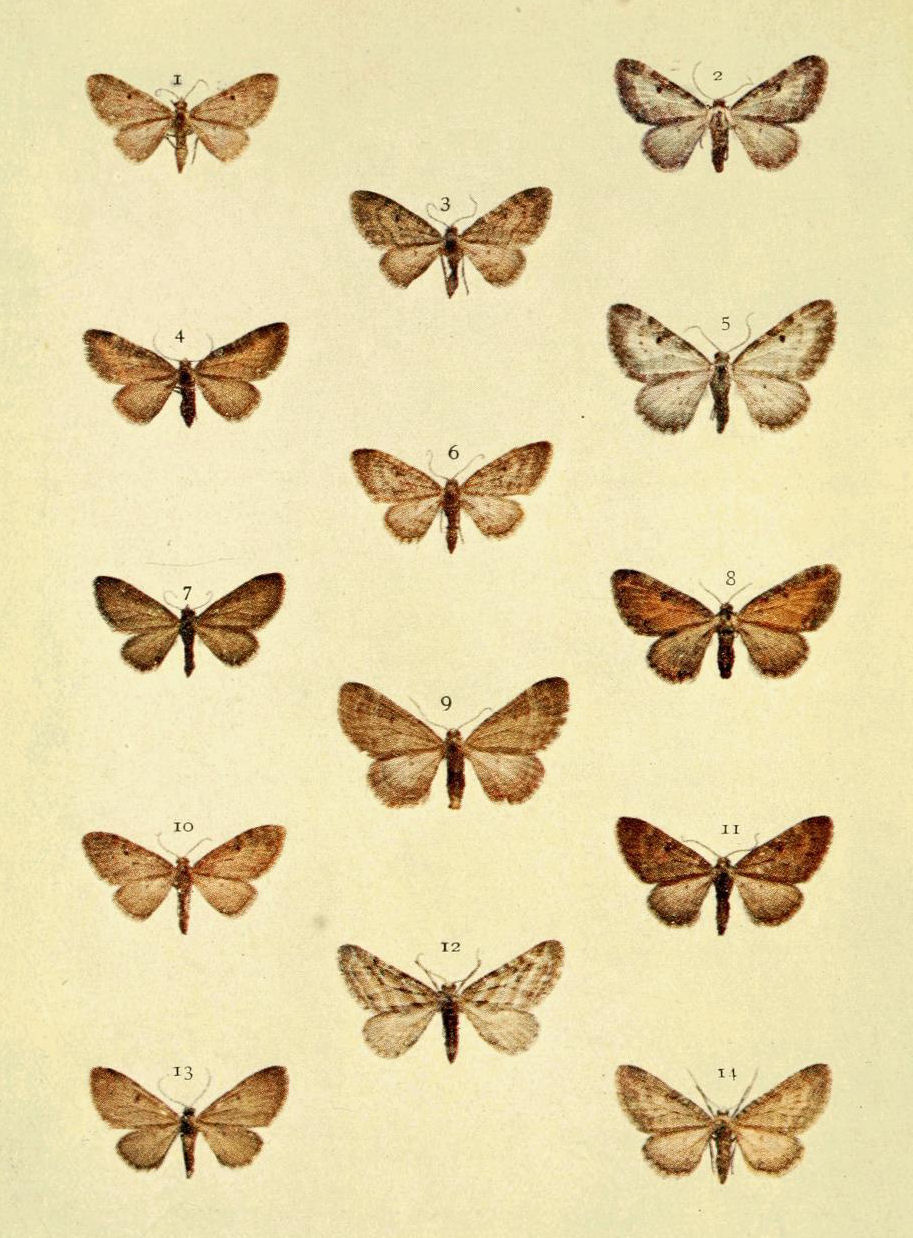
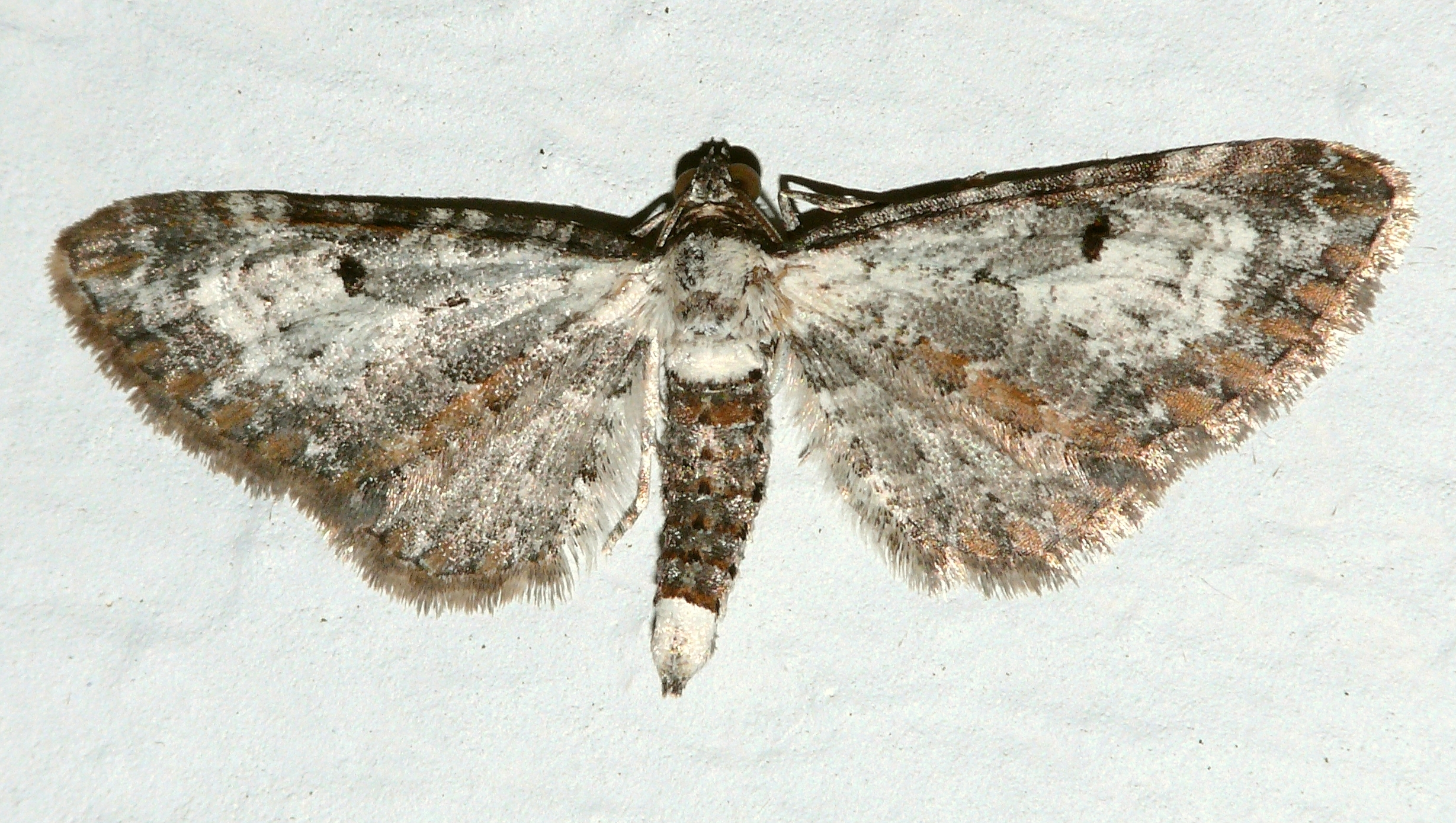

## Phụ loài
Có hai phụ loài được công nhận:
- Eupithecia succenturiata succenturiata
- Eupithecia succenturiata exalbidata